# Eva Bowring
Eva Florence Bowring, nata Kelly (Nevada, 9 gennaio 1892 – Gordon, 8 gennaio 1985), è stata una politica statunitense, senatrice per lo stato del Nebraska nel 1954.

## Biografia
Nata nel Missouri, a diciannove anni Eva Kelly sposò Theodore Forester, con cui ebbe tre figli maschi. Alla morte dell'uomo nel 1924, la vedova prese in mano i suoi affari e lavorò al suo posto come rappresentante di mangimi per bestiame. Trasferitasi nel Nebraska, conobbe l'imprenditore terriero Arthur Bowring e lo sposò nel 1928. Eva Bowring supportò il secondo marito sia nell'attività lavorativa sia in quella politica quando l'uomo fu eletto all'interno della legislatura statale del Nebraska.
Nel 1944 Eva Bowring restò vedova per la seconda volta e, anche in questa occasione, prese le redini dell'attività del marito, gestendone il ranch. Affiancò a tale occupazione anche l'impegno politico e dal 1946 al 1954 fu vicepresidente della commissione statale del Partito Repubblicano.
Nel 1954 il governatore del Nebraska Robert B. Crosby propose alla signora Bowring una nomina al Senato: il senatore Kenneth S. Wherry era infatti morto in carica e anche il suo sostituto Dwight Griswold aveva subito la stessa sorte, pertanto il seggio era rimasto nuovamente vacante e il governatore aveva il compito di selezionare un sostituto che rivestisse la carica fino alle elezioni di novembre. Eva Bowring inizialmente rifiutò l'offerta, salvo poi riconsiderarla, ritenendola un'occasione irrinunciabile da parte di una donna.
Restò in carica da aprile a novembre, quando le succedette Hazel Abel. Fu la prima donna a rappresentare lo stato del Nebraska al Congresso. In seguito all'esperienza politica tornò ad occuparsi del suo ranch.
Eva Bowring morì nel gennaio del 1985, un giorno prima di compiere novantatré anni.